# 93여단
93여단은 리비아 내전 이후 결성된 많은 민병대 중 하나이다. 이 단체는 카다피 정권의 주요 지지 지역이었던 바니왈리드에 기반을 두고 있었다. 민병대는 주로 여전히 카다피에 충성하는 사람들로 구성되어 있었다.
여단의 이름은 1993년 와르팔라(Warfalla) 부족 구성원들이 카다피를 상대로 시도한 쿠데타의 이름을 따서 명명되었다. 쿠데타 당시 카다피 편에 섰던 와팔라 부족 출신 살렘 알 우아에르가 민병대의 수장으로 추정된다.
2012년 1월, 93여단은 바니왈리드에서 일어난 친 카다피 봉기에 가담했다. 그들이 1월 25일에 기습적으로 벌인 봉기로 인해 리비아 과도국가위원회(NTC)는 바니 왈리드에서 후퇴했다.

## 무기 및 장비
여단은 106mm 대전차포 등 중무기를 보유하고 있던 것으로 알려졌다.
1. ↑  Al-Shaheibi, Rami; Michael, Maggie (2012년 1월 24일). “Libya: Gaddafi Loyalists Seize Bani Walid”. 《Huffington Post》 (Benghazi). Associated Press. 2012년 1월 27일에 확인함.
2. ↑  “Qaddafi loyalists take over Bani Walid”. 《CBS News》 (Benghazi). Associated Press. 2012년 1월 24일. 2012년 1월 27일에 확인함.
3. ↑  “Fighting erupts in Libya's Bani Walid”. 《Al Jazeera》. 2012년 1월 24일. 2012년 1월 28일에 확인함.